# Arno Hesse
Arno Hesse (eigentlich Alfred Hesse; * 1887; † nach 1909) war ein deutscher Leichtathlet.
Der Mittelstreckenläufer war auf die 1500-Meter-Distanz spezialisiert. Im Jahre 1906 stellte er einen deutschen Rekord mit einer 3-mal-1000-Meter-Staffel auf. Seine persönliche Bestzeit über 1500 Meter von 4:24,20 min stammt aus dem Jahr 1908. Bei den Olympischen Spielen 1908 in London schied er im Vorlauf aus.
Hesse zog sich im Jahr 1909 vom aktiven Sport zurück und wurde Lehrer.